# Kachovská přehrada
Kachovská přehrada (ukrajinsky Каховське водосховище) je zničená přehradní nádrž na řece Dněpr na jižní Ukrajině, součást dněperské kaskády; někdy též přezdívaná Kachovské moře. Leží na území Chersonské, Dněpropetrovské a Záporožské oblasti. Hráz spolu s Kachovskou hydroelektrárnou byla vybudována v roce 1956. Během rusko-ukrajinské války, v noci na 6. června 2023, došlo k jejímu protržení, přičemž byla zničena i elektrárna. Přehradní jezero před poškozením hráze mělo rozlohu 2155 km². Bylo 230 km dlouhé a maximálně 25 km široké. Průměrná hloubka byla 8,4 m a maximální 36 m. Mělo objem 18,2 km³. Teplota vody v létě byla až +24 °C. Voda zde zamrzá koncem listopadu až začátkem prosince, rozmrzá v polovině února až začátkem března. Tloušťka ledu je 17–37 cm. V červenci až srpnu dochází k „vodnímu květu“, který pokrývá až 80–95 % vodní plochy.

## Zničení hráze
Během ruské invaze na Ukrajinu dne 6. června 2023 došlo zřejmě v důsledku exploze k protržení tělesa hráze. Firma Ukrhidroenerho uvedla, že „v důsledku detonace uvnitř strojovny byla Kachovská vodní elektrárna úplně zničena. Zařízení nemůže být obnoveno.“ Ukrajinské úřady nařídily okamžitou evakuaci obyvatel v ohrožených oblastech na pravém břehu řeky pod přehradou. Mychajlo Podoljak, poradce ukrajinského prezidenta Zelenského, uvedl s odvoláním na informace rozvědky, že přehradu vyhodila do povětří ruská 205. motostřelecká brigáda. Neověřené informace říkají, že odstřelení přehrady Rusové plánovali, ale vinou chyby vojáků na nízké úrovni velení se jim nepodařilo dodržet naplánovaný čas. Snímky společnosti Maxar ukazují, že jen několik dní před protržením se na přehradě zhroutila část silnice. V nádrži byl také vysoký stav vodní hladiny, nejvyšší za 30 let. Voda se rozlévala přes vršek přehrady, která neměla dostatek otevřených stavidel, aby zvládla průtok. Rusko, které přehradu kontrolovalo, mělo od listopadu roku 2022 otevřeno jen několik z celkově 28 stavidel. Toto vedlo ke spekulacím, že přehrada mohla zkolabovat sama, ale záznamy seismických stanic potvrzují, že došlo k explozi v době, kdy se předpokládá, že se přehrada zhroutila.
K explozi na Kachovské přehradě došlo již 11. listopadu 2022 během stahování vojsk Ruské federace z Chersonské oblasti. Explozi zachytila bezpečnostní kamera. Satelitní snímky firmy Maxar následně potvrdily, že část mostního dílu po explozi zcela chybí.

## Vodní režim
Přehradní jezero za hrází Kachovského hydrouzlu bylo naplněno v letech 1955–1958 a svou rozlohou bylo druhým největším na Ukrajině (po Kremenčucké přehradě). Úroveň hladiny kolísala v rozsahu 3 m. Přehrada regulovala sezónní a částečně i dlouhodobé kolísání průtoku. Odtékal z ní kromě Dněpru ještě Severokrymský kanál.

## Technické údaje před poškozením hráze
- délka nádrže: 230 km
- výška nad hladinou moře: 44 m
- průměrná šířka: 9,4 km (maximální 24 km)
- rozloha: 2155 km²
- objem vody: 18,2 km³
- délka pobřeží: 896 km
- výměna vody: probíhá 2–3× ročně
- mrtvá hladina: 12,7 m
- břehy: strmé, jen v některých oblastech mírné; písčité
- Počet ostrovů: 18
- teplota vody v létě: +24 °C
- největší hloubka: 36 m
- průměrná hloubka: 8,4 m

## Osídlení
Na pobřeží leží města Marhanec, Nikopol, Nova Kachovka, Kachovka, Beryslav, Kam'janka Dniprovska a Enerhodar; jezero zasahuje až k Záporoží, kde okolo ostrova Chortycja pod jeho vodami zanikly obávané peřeje, od kterých město odvozuje svůj název (Za porihy – „za peřejemi“).

### Zatopené vesnice
Při budování přehrady zanikla některá sídla.

#### Pravý břeh
- Anastasiivka, Havrylivka (přesunuta), Hrušivka, Ivanivka, Kamianka, Kopsurivka, Kramareva, Komarivka, Leontiivka, Novo-Pavlivka, Olenivka, Nechaivka, Sofiivka. Mali Girla, Veliki Girla, Zolota Balka (částečně přesunuta).

#### Levý břeh
- Volodymyrivka, Katerynivka.

## Využití

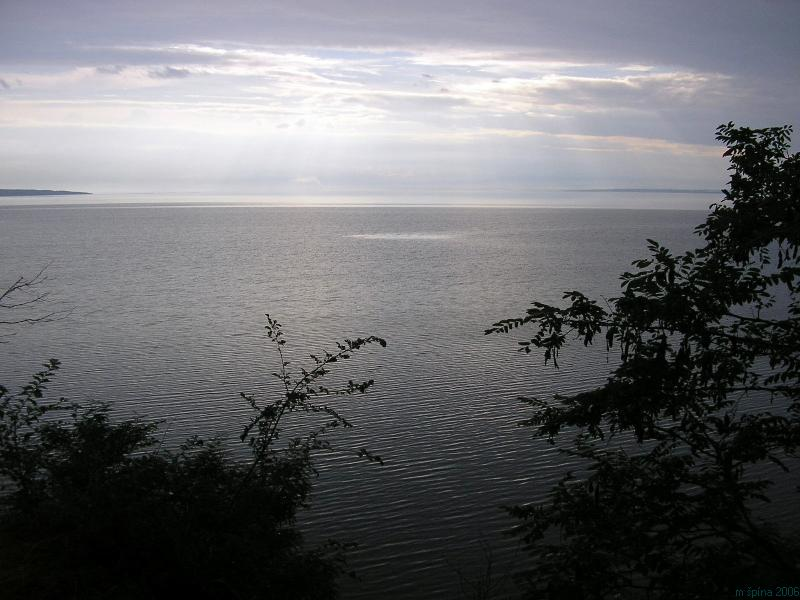
Pohled na Kachovskou vodní nádrž směrem od Vasylivky na Marhanec

Výstavba přehrady vytvořila hlubokovodní vodní cestu na dolním toku Dněpru. Bylo zde rozvinuté rybářství (candáti, kapři, cejni). Kachovská vodní elektrárna měla výkon 350 MW a průměrnou roční výrobu 1,4 mld kWh. Severokrymský kanál sloužil k zavlažování suché oblasti severního Krymu a jeho zásobování vodou.

## Současnost
V roce 2024 je z bývalé přehradní nádrže oblast, která připomíná poušť protkanou kanály. Dněpr se částečně vrátil do svého historického koryta, které zarůstá vegetací typickou pro bažiny. Třetina půdy na dně původní přehrady je pokryta mokřady, rostou zde převážně vrby a topoly bílé. Na zbytku bývalého dna je hustá vrstva vysušeného, vedrem popraskaného bahna. Předpokládá se, že Dněpr se postupně vrátí ke svému přirozenému hydrologickému režimu, tedy vysokým jarním povodním a nízké hladině během léta a podzimu. Bude ale trvat několik desetiletí, než se Dněpr vrátí do stavu, který měl před výstavbou přehrady.